# Nationalstraße 14 (Japan)
Die Nationalstraße 14 (jap. 国道14号, Kokudō 14-gō) ist eine wichtige Straße in Japan und durchquert die japanische Hauptinsel Honshū von Chūō im Zentrum Tokios bis Chiba. 

## Geschichte
Die Nationalstraße 14 wurde in der Nachkriegszeit Japans festgelegt und offiziell in den 1950er Jahren eröffnet. Sie diente ursprünglich dazu, die Hauptstadt Tokio besser mit der Region Chiba zu verbinden, einem Gebiet, das eine wichtige Rolle in Japans industrieller und wirtschaftlicher Entwicklung spielte. Über die Jahre hinweg wurde die Straße mehrfach erweitert und modernisiert, um den wachsenden Verkehrsanforderungen gerecht zu werden.

## Verlauf
- Präfektur Tokio
  - Chūō – Kōtō – Sumida – Edogawa
- Präfektur Chiba
  - Ichikawa – Funabashi – Narashino – Chiba